# انسان‌شناسی فمینیستی
انسان‌شناسی فمینیستی (انگلیسی: Feminist anthropology) رویکردی چهار حوزه‌ای به انسان‌شناسی (باستان‌شناسی، انسان‌شناسی زیستی، فرهنگی، زبانی) است که با استفاده از بینش‌های نظریه فمینیستی، به‌دنبال تغییر یافته‌های پژوهشی، شیوه‌های به‌کارگیری انسان‌شناسی و تولید علمی دانش است. به‌طور هم‌زمان، انسان‌شناسی فمینیستی نظریه‌های فمینیستی ذات‌گرایانه توسعه‌یافته در اروپا و آمریکا را به چالش می‌کشد. درحالی‌که فمینیست‌ها انسان‌شناسی فرهنگی را از ابتدای پیدایش آن انجام می‌دادند، تا دهه ۱۹۷۰ بود که انسان‌شناسی فمینیستی رسماً به‌عنوان زیرشاخه انسان‌شناسی به‌رسمیت شناخته نشد. از آن زمان، این انجمن زیربخش خود را از انجمن مردم‌شناسی آمریکا - انجمن انسان‌شناسی فمینیستی - و نشریه خود، انسان‌شناسی فمینیستی را توسعه داده است.
انسان‌شناسی فمینیستی در سه مرحله، و از دهه ۱۹۷۰ شروع شد: انسان‌شناسی زنان، انسان‌شناسی جنسیت، و سرانجام انسان‌شناسی فمینیستی. قبل از این مراحل تاریخی، انسان شناسان فمینیست تبارشناسی خود را در اواخر قرن نوزدهم دنبال می‌کنند. آرمینی پلات اسمیت، بسیاری از انسان‌شناسان خودآموخته بودند و دستاوردهایشان کم رنگ شد و میراث آن‌ها با حرفه‌ای‌سازی این رشته در آغاز قرن بیستم محو شد. در میان زنان انسان‌شناس اولیه، همسران مردان مردم‌شناس بودند که برخی از آن‌ها به‌عنوان مترجم و رونوشت‌نویس، تحقیقات شوهرانشان را تسهیل می‌کردند. برای مثال، مارجری ولف، قوم‌نگاری کلاسیک خود «خانه لیم» را بر اساس تجربیاتی نوشت که پس از شوهرش در شمال تایوان در جریان کار میدانی خود با آن مواجه شده بود.